# Ū
Der Buchstabe Ū (kleingeschrieben ū) ist ein Buchstabe des lateinischen Schriftsystems. Er besteht aus einem U mit Makron.

## Lebende Sprachen
Das Ū ist im lettischen Alphabet enthalten und wird für ein langes U (IPA: uː) verwendet. Im litauischen Alphabet wird das Ū ebenfalls verwendet und auch dort wie ein langes U ausgesprochen, wodurch der Buchstabe genauso ausgesprochen wird wie das Ų.
Viele polynesische Sprachen, wie z. B. das Māori oder die hawaiische Sprache benutzen das Ū, um ein langes U darzustellen. Ähnlich wie bei den deutschen Umlauten ist das Ū jedoch kein Buchstabe in den jeweiligen Alphabeten und Wörter mit Ū werden unter U einsortiert.
Die marshallesische Sprache kennt ebenfalls ein Ū. Dieses wird dort normalerweise als ein gerundeter zentralisierter fast geschlossener Hinterzungenvokal (IPA: ʊ) realisiert.

## Ausgestorbene Sprachen
Das Ū wird auch zur Darstellung ausgestorbener Sprachen verwendet. Dazu zählen u. a. die altpersische Sprache, die akkadische Sprache, die indogermanische Ursprache und das Urkeltische. In all diesen Sprachen entspricht das Ū dem langen Vokal U.

## Transliteration
Das Ū wird sehr häufig bei der Transliteration fremder Schriftsysteme benutzt. Im Rōmaji wird das Ū für ein langes U verwendet. Dort wird der Buchstabe, falls er auf der Tastatur nicht verfügbar ist (z. B. bei japanischen Eingabesystemen, die eine englische Tastatur benutzen), mit uu umschrieben.
In arabischen Transliterationssystemen wie der DMG-Umschrift steht das Ū für ein langes U, welches im Arabischen mit dem Buchstaben Wāw (و) geschrieben wird.
Im IAST steht das Ū ebenfalls für ein langes U und wird in den indischen Schriften als Anfangsbuchstabe mit ऊ/ঊ/ਊ/ઊ/ଊ/ஊ/ఊ/ಊ/ഊ/ඌ und innerhalb eines Wortes mit dem Vokalzeichen ू/ূ/ੂ/ૂ/ୂ/ூ/ూ/ೂ/ൂ/ූ geschrieben.
Nach ISO 9 ist das Ū die Transliteration des kyrillischen Buchstaben Ӯ.
Ferner wird das Ū auch in Pinyin für das U im ersten Ton verwendet.

## Darstellung auf dem Computer
Unicode enthält das Ū an den Codepunkten U+016A (Großbuchstabe) und U+016B (Kleinbuchstabe).
In TeX kann man das Ū mit den Befehlen \=U und \=u bilden.
In HTML gibt es als benannte Zeichenentitäten &Umacr; für das große Ū und &umacr; für das kleine ū.